# Gneu Corneli Dolabel·la (pretor)
Gneu Corneli Dolabel·la (llatí: Cnaeus Cornelius Dolabella) va ser un magistrat romà.
Era pretor urbà l'any 81 aC quan es va jutjar la causa de Publi Quincti, on hi va intervenir Ciceró, que el va acusar d'haver actuat injustament i contra tots els usos establerts. Ciceró va recollir el seu discurs al llibre En defensa de Quincti.
L'any 80 aC va obtenir Cilícia com a província en qualitat de propretor, on va tenir a Gai Publici Mal·leol com a qüestor, i a Verres com a llegat, i va tolerar les seves exaccions i robatoris i encara va compartir el botí. Quan Mal·leol va ser assassinat va designar Verres com a proqüestor.
A la tornada a Roma va ser acusat per Marc Emili Escaure d'extorsió a la província, i Verres no només el va trair, sinó que va donar als acusadors les informacions necessàries per condemnar-lo, i encara va parlar públicament contra ell. Molts dels crims comesos per Verres es van atribuir a Dolabel·la, que va ser condemnat. Va marxar desterrat deixant a la seva dona i fills en precària situació econòmica.